# 유희왕 VRAINS
유희왕 VRAINS(유희왕 브레인즈)는 2017년 5월부터 2019년 9월까지 TV 도쿄 계열에서 방영된 『유희왕』의 애니메이션 시리즈 6번째이다.
지금까지의 작품과 마찬가지로 『유희왕 듀얼몬스터즈 오피셜 카드 게임』과 제휴를 하고 있다. 

## 작품 구성

### 링크 소환
유희왕 VRAINS와 함께 마스터 룰 4에 새로 추가된 소환법. 푸른색의 카드 이미지를 가지고 있다.
엑스트라 덱에 투입하며, 링크 몬스터에게는 레벨 및 랭크가 존재하지 않고, 수비력 대신 링크 수치와 그 수와 동일한 화살표 모양의 링크 마커를 가지고 있다.
링크 몬스터는 기재되어 있는 소재 몬스터를 필드 위에서 묘지로 보내는 것으로, 엑스트라 덱에서 특수 소환된다.
마스터 룰 4가 도입되면서 원래까지의 몬스터 존은 메인 덱의 몬스터를 소환하는 '메인 몬스터 존'으로 바뀌고 2곳의 '엑스트라 몬스터 존'이 추가되었는데, 서로의 엑스트라 몬스터 존 1곳에만 엑스트라 덱에 투입하는 몬스터를 소환하게 된다.
그러나 이 룰대로면 지금까지 엑스트라 덱에 투입하는 몬스터(융합 몬스터, 싱크로 몬스터, 엑시즈 몬스터, 엑스트라 덱으로 돌아간 펜듈럼 몬스터)를 1장씩밖에 소환할 수 없게 되는데,
만약 링크 몬스터가 필드 위에 있다면 각각의 플레이어는 링크 몬스터가 가지고 있는 링크 마커가 가리키는 자신의 메인 몬스터 존에 엑스트라 덱에 투입하는 몬스터를 소환할 수 있다.
이렇게 링크 몬스터의 링크 마커가 몬스터를 향하고 있을 경우 그 상태를 '링크 상태'라고 하며, 링크 몬스터 2장의 링크 마커가 서로를 가리키고 있을 경우는 '상호 링크 상태'라고 한다.
현재 링크 소환의 추가는 더 신선한 느낌의 플레잉을 가능하게 할 것이라는 의견도 있으나, 기존의 카드들의 사용을 힘들게 만들고 도태시킬 것이라는 의견도 있다.

### VR 듀얼
현재 공개된 정보에 따르면 이번 작의 듀얼은 VR(가상 현실)세계에서 벌어지며, 듀얼의 형태도 2가지로 구분하고 있다.
스피드 듀얼
마치 유희왕 5D's의 라이딩 듀얼처럼 보드를 타고 펼쳐지는 듀얼. 제작진 측에서는 '라이딩 듀얼과는 달리 고저차를 느낄 수 있다는 것이 차별점'이라고 한다. 유희왕 듀얼 링크스에서 사용된 스피드 룰을 약간 개정하여 사용한다.
- 메인 덱은 최소 20장, 최대 30장까지 구성할 수 있다.[2]
- 엑스트라 덱은 최소 0장, 최대 5장까지 구성할 수 있다.[3]
- 시작 패는 4장이다.
- 메인 몬스터 존과 마법/함정 카드 존은 3곳이며, 엑스트라 몬스터 존 또한 존재한다.
- 펜듈럼 소환을 실행할 수 없다.
- 듀얼 1번 당 1번만, 듀얼리스트만의 '스킬'을 발동할 수 있다.

마스터 듀얼
기존의 듀얼처럼 서서 진행되는 듀얼. 룰은 기존의 룰을 사용한다.

### 줄거리
네트워크 시스템이 발달한 Den City(덴 시티)의 대기업 SOL 테크놀로지가 만든 VR 공간 LINK VRAINS(링크 브레인즈)에 어딘가 존재한다는 Al들의 세계 '사이버스'를 멸망시키려하는 수수께끼의 해커집단 '하노이의 기사'가 나타나며, 그 하노이의 기사를 막는 주인공 유사쿠는 과거에 일어난 어떤 사건의 진실을 알아내려 한다.

## 등장 인물
- 후지키 유사쿠(藤木 遊作)/김유찬

성우: 이시게 쇼야/김명준, 김보나(어린 시절)
눈에 띄기 싫어하는 고등학생. 해킹 실력이 뛰어나며, VR 공간에서의 닉네임은 자신의 이름을 그대로 영어로 옮긴 'Playmaker(플레이메이커)'다. 하노이의 기사를 압도적인 듀얼로 쓰러뜨리고 말없이 떠나는 유명 듀얼리스트이며, 과거에 일어난 어떤 사건의 진실을 알아내기 위해 하노이의 기사를 추적한다고 한다. 현재 공개된 정보에 따르면 자신의 빼앗긴 과거를 위해 싸우는 복수귀같은 캐릭터로 추정된다. 무언가에 대해 설명할 때 세 가지 이유를 대는 습관이 있으며, 인간관계는 그다지 생각하지 않는다. 과거 사고를 당한 것으로 보이며, '자신에게 용기를 준 어떤 아이'를 찾는다고 한다.
사용 덱은 새로운 종족 사이버스족이 중점인 '사이버스' 덱과 에이스 카드의 파생 카드군 '코드 토커', 에이스 카드는 해독이라는 의미를 가지고 있는 디코드 토커와 방화벽이라는 이름을 가지고 있는 파이어월 드래곤이다. 스피드 듀얼에서의 듀얼리스트 스킬은 라이프 포인트가 1000이하일 때 데이터로 이루어진 바람 데이터 스톰에서 임의의 카드 한 장을 획득하는 스톰 엑세스.
- 자이젠 아오이(財前 葵)/전승아

성우: 나카시마 유키/문유정
유사쿠와 동급생이며 눈에 띄기 싫어하는 쿨한 여고생. VR 공간에서는 인기 카리스마 듀얼리스트로 여겨지며 닉네임은 '블루 엔젤'이다. 일로 바쁜 오빠가 자신에게 관심을 가져주지 않아 Playmaker를 쓰러뜨리면 자신을 인정해 줄 것이라 생각, 듀얼했으나 도리어 패배하고 자신은 스펙터에 의해 세뇌되어 현재 혼수 상태에 빠져 있다. 아바타를 2번이나 바꿨으며 하나는 블루 걸,다른 하나는 블루 메이든이다.
사용 덱은 천사족 중점이며 효과 데미지 전술을 이용하는 '트릭스터' 덱이며(블루 걸 때부터는 '마린세스' 덱을 사용한다), 에이스 카드는 접시꽃에서 이름을 따온 '트릭스터 홀리엔젤'. 그녀의 트릭스터 카드의 이름 대부분은 독성이 있는 꽃에서 따온 것으로 추정된다. 스피드 듀얼에서의 듀얼리스트 스킬은 패에서 트릭스터 몬스터 1장을 버리고 상대가 패가 3장이 되도록 드로우시키는 트릭스터 프라우드.
- 오니즈카 고(鬼塜 豪)/고강철

성우: 하마노 다이키/안효민
19세이나 강력한 외견을 가지고 있으며, 그만큼 훌륭한 전법으로 관객들을 매료시키는 육체파 카리스마 듀얼리스트. VR 공간이든 현실에서든 같은 모습으로 활동한다. 보육원 출신으로 자신을 키워 준 보육원에 보답하고자 각종 듀얼 대회의 상금으로 보육원 아이들에게 선물을 주고 있었으나 아이들의 시선이 전부 Playmaker에게 몰리자 아이들의 관심을 다시 끌기 위해 그에게 듀얼을 건다. 듀얼에서는 패배했으나 Playmaker는 오니즈카를 '일류 듀얼리스트'라 평했고, 아이들도 다시 오니즈카에게 관심을 가져준다.
VR 공간의 닉네임은 'GO 오니즈카/Go 강철'이며 Playmaker 유사쿠를 라이벌로 여기고 있다. 사용 덱은 땅 속성 전사족 계통의 '강귀' 덱이며, 에이스 카드는 유명 레슬러의 이름을 따 온 '강귀 더 그레이트 오우거'. 스피드 듀얼에서의 듀얼리스트 스킬은 이 턴 파괴된 몬스터를 전부 특수 소환하는 투혼.
- 쿠사나기 쇼이치(草薙 翔一)/최상일

성우: 키무라 스바루/이동훈, 김예림(어린 시절)
핫도그 가게 주인으로 보이나 실제로는 유사쿠를 돕는 우수한 해커. 유사쿠에게 자신의 동생 탐색을 목적으로 지원해주는 것으로 보인다.
- 시마 나오키(島 直樹)/마동수

성우: 사와시로 치하루/이창민
유사쿠와 동급생. Playmaker의 팬이며, 자신의 듀얼 실력에는 자신이 없어 링크 브레인즈 내에서 듀얼을 해 본 적 없다고 한다.
- 벳쇼 에마(別所 エマ)/유진

성우: 카마쿠라 유우나/이다은
수수께끼의 여성. 링크 브레인즈의 듀얼리스트로, 닉네임은 '고스트 걸'.
사용 덱은 마법사족 계통의 '얼터가이스트' 덱이다.
- 자이젠 아키라(財前 晃)/전승규

성우: 야마모토 쇼마/박성영
자이젠 아오이의 오빠이며, SOL 테크놀로지의 시큐리티부 부장. 언제나 해커 집단으로부터 거리를 지키는 엘리트 사원이다. 어릴 적에 양친이 사망하여 자신이 아오이를 부양하기 위해 힘써왔으나, 아오이는 반대로 오빠의 관심을 받지 못했다. 자신은 아오이가 자신의 인정을 받기 위한 것임을 모르고 블루 엔젤 활동을 말리고 있었다.
- 이그니스(イグニス)/아이(AI)

성우: 사쿠라이 타카히로/서반석
정체불명의 인공지능 생명체. 하노이의 기사에 공격받고 있던 5년 전의 사이버스 세계에서 탈출하여 도주하고 있었으나, 유사쿠에게 인질로서 생포되어 듀얼디스크에 포획된다. 5년 전의 일은 기억하지 못하고 있으며, 유사쿠에 의해 '아이'라는 이름이 붙여졌다. 애니 후반부에는 의인화하여 '@(앳)이그니스터' 덱을 사용한다.
- 리볼버(リボルバー)

성우: 타케우치 슌스케/장민혁, 이다은(어린 시절)
하노이의 기사의 리더.
사용 덱은 탄환의 모양을 하고 있는 드래곤족 중심의 '바렛' 덱이며. 에이스 카드는 컴퓨터가 연결되는 방식인 '위상수학 구조'를 의미하는 토폴로직 보머 드래곤으로 공개되었으나, 실제 에이스는 바렐로드 드래곤이다.
- 스펙터(スペクター)

성우: 카지모토 다이키/한신
하노이의 기사 소속이며, 리볼버의 보좌관. 링크 브레인즈 내의 상황을 분석해 리볼버에게 전달하고 있다. 블루 엔젤을 세뇌시킨 장본인.
사용덱은 식물족 일반몬스터 '생시드 게니우스 로키'위주로 전개하는 생아발론덱.
- 호무라 미코토(穂村 尊)/서인화

성우: 카지 유우키/김진홍, 원에스더(어린 시절)
- 불영몽(플레임)/플레임

성우: 야시로 타쿠/정의한
- 그 외: 고구인, 강은애, 박요한, 이승행, 손선영, 김윤채, 비주언, 장서화, 최현수, 성예원, 이은조, 정의택, 이주승, 임채빈

## 참고 사항
1. ↑  또한, 한 엑스트라 몬스터 존에 링크 몬스터를 전개함으로서 메인 몬스터 존에 링크 몬스터를 계속 연결하여 다른 엑스트라 몬스터 존에 링크 마커를 가리키게 했을 경우, '엑스트라 링크'로 취급해 나머지 하나의 엑스트라 몬스터 존도 자신이 사용할 수 있게 된다.
2. ↑  작중에서는 불명.
3. ↑  작중에서는 불명.
4. ↑  한글판에서는 번역 문제로 인해 '토폴로직 폭탄 드래곤'으로 번역되었다.